# Nesticidae
Nesticidae é uma família de aranhas araneomorfas, com pelo menos 204 espécies agrupadas em 9 géneros, típicas dos habitats húmidos e sombrios, em especial de cavernas e espaços similares. A família é muito próxima da família Theridiidae, da qual se distingue fundamentalmente pela estrutura do pedipalpo dos machos.

## Taxonomia
A família Nesticidae inclui os seguintes géneros e espécies:
- Acrometinae Wunderlich, 1979 †
  - Acrometa Petrunkevitch, 1942 †

- Acrometa cristata Petrunkevitch, 1942 †
- Acrometa minutum Petrunkevitch, 1942 †
- Acrometa robustum Petrunkevitch, 1942 †
- Acrometa samlandica Petrunkevitch, 1942 †
- Acrometa setosus Petrunkevitch, 1942 †
- Acrometa succini Petrunkevitch, 1942 †

- Anandrus †
- Cornuandrus Wunderlich, 1986 †

- Cornuandrus maior Wunderlich, 1986 †

- Elucus Petrunkevitch, 1942 †

- Elucus inermis Petrunkevitch, 1942 †
- Elucus quaesitus Petrunkevitch, 1958 †
- Elucus redemptus Petrunkevitch, 1958 †

- Pseudacrometa Wunderlich, 1986 †

- Pseudacrometa gracilipes Wunderlich, 1986 †

- Nesticinae Simon, 1894
  - Aituaria Esyunin & Efimik, 1998 (Rússia, Geórgia)
  - Canarionesticus Wunderlich, 1992 (Canárias)
  - Carpathonesticus Lehtinen & Saaristo, 1980 (leste da Europa, Itália)
  - Cyclocarcina Komatsu, 1942 (Japão)
  - Eidmannella Roewer, 1935 (cosmopolita)
  - Gaucelmus Keyserling, 1884 (África, Austrália, Ásia)
  - Nesticella Lehtinen & Saaristo, 1980 (África, Ásia, Austrália)
  - Nesticus Thorell, 1869 (América, Eurásia)
  - Typhlonesticus Kulczynski, 1914 (Montenegro)